# De Dion-Bouton Type FB
Der De Dion-Bouton Type FB ist ein Pkw-Modell aus den 1910er Jahren. Er gehört zur Baureihe der V8-Modelle des französischen Herstellers De Dion-Bouton.

## Beschreibung
Die Zulassung durch die nationale Zulassungsbehörde erfolgte laut einer Quelle am 13. Dezember 1913. Es gibt aber Hinweise darauf, dass es erst 1914 war. Vorgänger waren der Type ER und der Type ES.
Der V8-Motor hat 75 mm Bohrung, 130 mm Hub und 4595 cm³ Hubraum. Bei 1500 Umdrehungen in der Minute leistet er 38,3 bhp. Die Höchstleistung des Motors ist nicht bekannt. Er ist vorne im Fahrgestell montiert und treibt über ein Vierganggetriebe und eine Kardanwelle die Hinterräder an. Die Hinterachse ist eine De-Dion-Achse.
Die Basis bildet ein Pressstahlrahmen. Der Radstand beträgt 3418 mm und die Spurweite 1400 mm.
Bekannt sind Aufbauten als Limousine und Landaulet.
Das Modell wurde bis 1915 angeboten. Bis zum Ende des Ersten Weltkriegs erschien kein Nachfolger.